# Дабуо, Роберт
Роберт Дабуо (англ. Robert Dabuo; 10 ноября 1990, Гана) — ганский футболист, вратарь.

## Клубная карьера
Роберт — воспитанник ганского футбольного клуба «Олл Старз», в составе которого дебютировал в 2007 году. В 2013 году голкипер перешёл в другую команду Премьер лиги Ганы, «Ашанти Голд».

## Карьера в сборной
Дабуо выступал за юношеские сборные Ганы до 17 и до 20 лет. В 2007 году Роберт принимал участие в юношеском чемпионате мира в Южной Корее. Участия в матчах первенства Дабуо не принимал. Голкипер был включён в заявку на молодёжный чемпионат мира 2009 года. На турнире, ставшем для ганцев победным, Роберт не провёл ни одного матча, проиграв конкуренцию за место в основном составе Дэниелу Аджею.

## Достижения
Гана (до 20)
- Чемпион мира: 2009